# Bigbeatowe lato
Bigbeatowe lato (cz. Šakalí léta) – czeska komedia muzyczna z 1993 roku w reżyserii Jana Hřebejka, będąca jego pełnometrażowym debiutem. Scenariusz powstał w oparciu o opowiadanie pod tym samym tytułem autorstwa Petra Šabacha ze zbioru pt. Jak zatopić Australię (1986).

## Fabuła
Praga, rok 1959. W dość stereotypowe życie dwóch rywalizujących ze sobą podwórkowych band w dzielnicy Dejvice wkracza outsider Bejby, wywracając je do góry nogami. Wraz z Bejbym przychodzi nieznana dotąd nikomu muzyka, czyli rock 'n' roll.

## Obsada
- Jakub Špalek – Eda Drábek
- Martin Dejdar – Bejby
- Josef Abrhám – Prokop
- Sylva Tománková – Bejbina
- Jan Semotán – Kšanda
- Jitka Asterová – Milada
- Jiří Ornest – Přemek
- Jan Kacani – Reddy
- Pavel Janoušek – Neumann
- Saša Rašilov – Peterka
- Zdeněk Vencl – Babka
- Václav Chalupa – Hamáček
- Václav Jakoubek – Petykoluna
- Radek Holub – szef gangu
- Raoul Schránil – kelner
- Josef Oplt – piosenkarz

## Produkcja
Zdjęcia kręcono w Pradze (dzielnice Dejvice i Bubeneč) oraz w miejscowości Vrané nad Vltavou (kraj środkowoczeski).